# 玄田哲章
玄田哲章（日语：／ Genda Tesshō，1948年5月20日—）是日本的資深声优、演员、旁白。血型是AB型。出生于日本冈山县，身高173cm。2015年隸屬於81 Produce。本名横居光雄（曾以平假名作为艺名）。

## 簡介
1970年进入野泽那智的剧团薔薇座（劇団薔薇座），1987年退出，主要出演音乐剧。1972年，由音响监督斯波重治介绍进入声优行业。1986年以后，出演了万代的《超级战队系列》廣告。與他平常主力配音的猛男角色出現強烈反差的是：他同時是個芭蕾舞高手，所以又別稱為「Pirouette玄田」。
2010年榮獲第4回聲優獎Award「功勞賞」。
另外與銀河萬丈、若本規夫同期。並在動畫和外語片配音方面主要與江原正士和大塚芳忠共演最多。

## 代演情形
- 三宅健太：《幽遊白書》戶愚呂弟[2]

## 演出作品
※粗體字表示說明飾演的主要角色。

### 電視動畫
1974年
- 瓢蟲之歌（廚師）

1976年
- 時間飛船（海幸）
- 大飯桶（岩鬼正美[3]）
- 無敵飛天俠（石田巖介[4]）
- 小寶歷險記（部下、扳手、阿貝人、隊員）

1977年
- 棒球少年貫太（隊長、土佐教練）
- 波羅五號（剛大次郎）

1978年
- 咪咪流浪記
- 新網球甜心
- 金銀島（黑犬）
- 鬥將戴摩斯（鬼頭隊長）
- 100萬年地球之旅 班達之書（錳）
- 未來少年柯南（行政局員）
- 野球狂之詩（富樫平八郎）
- 小雙俠（重太郎）

1979年
- 机动战士高达（史力加·洛）

1981年
- 百兽王（青铜强）

1980年
- 宇宙戰士（北斗雷太）
- 神勇戰士（吉良健作）
- 傳說巨神伊甸王（漢尼拔·源、科波爾、伊德）
- 無敵機器人 托萊達G7（惡井）

1984年
- 北斗神拳（黑桃J、但丁、馬哈里、狗法眼加爾夫）

1985年
- 超兽机神断空我（格拉德）

1986年
- 聖鬥士星矢（金牛座阿魯迪巴）
- 机动战士高达ZZ（デザート‧ロンメル）
- 龙珠（阿修，牛乳屋老板，怀特将军）

1987年
- 城市獵人（海坊主）
- 北斗神拳2（ショウキ）
- 妙手小廚師（味船敏八）
- 魔龙战记（比勇恭一）
- 龙珠（章鱼，傻瓜超人，老虎）

1988年
- 美味大挑戰（阿馬爾·賈爾）
- 魁！！男塾（豬山）
- 鬥將！！拉麵男（筋具金具·武狼帝）
- （東鄉十三〈初代〉）
- 鐵拳小子（青龍團頭領）
- 魔神英雄傳（龍神丸／龍王丸）
- 名門！第三野球部（海堂武）
- 城市獵人2（海坊主）
- Akira（龙）
- 龙珠（阿修）

1989年
- 機動警察（高畑）
- 城市獵人3（海坊主）
- 衝鋒四驅郎（戶田彈驅郎）
- 龙珠（阿修）

1990年
- 魔神英雄傳2（新星龍神丸／龍星丸、邦哈爾）

1991年
- 青澀花園（邊見武彥[5]）
- 金魚注意報（醫生大橋〈初代〉）
- 甜甜仙子（社長）
- 城市獵人'91（海坊主）
- 21衛門（史肯雷）

1992年
- 蠟筆小新（動感超人／鄉剛太郎、同性戀、廣告的聲音、男性評論家、保鏢、店員）

1993年
- 恐龍行星（春在最初滿月的夜晚生的最初的兒子・通稱春）
- 劍勇傳說（超級大猩猩）
- 疾風戰士（艾德蒙銀城、旁白）
- 忍者亂太郎（駄礼田郎）
- 幽遊白書（戶愚呂〈弟〉）

1994年
- 銀河戰國群雄傳（骸羅）
- 机动武斗传G高达（ラセツ‧ダガッツ）（第34话）
- 魔法騎士（瑟雷斯）

1996年
- 爆走兄弟（三國菊乃丞）
- 名偵探柯南（中道和志）
- 龙珠GT (阿修，被贝比附身的壮汉)

1997年
- 超魔神英雄傳（龍神丸）

1999年
- 麻辣教師GTO（五十嵐功一[6]）
- The Big O（丹·达斯滕）

2001年
- 熱帶雨林的爆笑生活（波亞〈長老〉）
- Z.O.E Dolores, i（詹姆斯·林克斯[7]）
- 地球少女Arjuna（鬼塚）
- 七虹香電擊作戰（基思林格）
- 魔力女管家（近衛優一郎）
- 聖石小子（國王）

2002年
- 爆鬥宣言大鋼彈（シュワチャンTM）
- 小公主優希（道格拉斯）

2003年
- WOLF'S RAIN（海獸）
- 京極夏彥 巷說百物語（良順）
- 魔法少年賈修（達爾丹尼安教授）
- 火影忍者（九尾狐）
- 坦克王（萊納斯）

2004年
- 阿嘉莎·克莉絲蒂的名偵探白羅與瑪波（克耳文）
- 變形金剛：超能連結（神尊）
- 怪醫黑傑克（僧侶）
- 烘焙王（模糊山刚）

2005年
- 天使心（海坊主）
- 鬥牌傳說（安岡）
- 怪傑佐羅利（小淵總理大臣、國王）
- 冰雪女王（病毒）
- 战国英雄传说 新释 真田十勇士 The Animation（三好晴海入道）

2006年
- 史上最强弟子兼一（马枪月）
- 地上最強新娘（犬塚雲軒）
- 內閣權力犯罪強制取締官 財前丈太郎（内山剛司）
- 工作狂人（森山）
- 魯邦三世 七日狂想曲（副社長[8]）

2007年
- 機神大戰（錫安·艾德里奇）
- 火影忍者疾風傳（九喇嘛〈九尾妖狐〉）
- 瀨戶的花嫁（留奈父親）
- 帝托拉傳奇（戈爾）
- 天元突破 紅蓮螺巖（村長／賈克村長）

2008年
- 海馬（旁白、達達、宮殿的聲音）
- 再造人卡夏（巴拉辛）
- Keroro軍曹（廁所司令）
- 骷髏13（依吉利·索爾貝諾）
- 深淵傳奇（黑獅子拉爾戈）
- 超能少女（吉兵衛）
- ねぎぼうずのあさたろう（日语：洋葱和尚朝太郎）（六角棒的烏丸）

2009年
- 真無敵鐵金剛 衝擊！Z篇（庫洛斯、旁白）
- 戰國BASARA（武田信玄）
- 新哆啦A夢（デンジャ）

2010年
- 戰國BASARA2（武田信玄）
- 吊帶襪天使（地球外生命體惡靈〈柯斯文〉）
- HEROMAN（布萊恩）
- 魯邦三世 the Last Job（安德烈·馬克西姆[9]）

2011年
- 日常（士兵6號）
- 銀魂'（屁怒絽、屁怒絽父、屁怒絽母、屁怒絽チヒ、屁怒絽次郎、屁怒絽三郎、屁怒絽四郎、屁怒絽五郎、屁怒絽甥）
- 召喚惡魔（摩洛克義伸）
- 丹特麗安的書架（梅加爾伯爵）

2012年
- 足球騎士（櫻田忍）
- 王者天下（呂不韋）
- Smile 光之美少女！（皮耶羅）
- 李洛克的青春全力忍傳（九尾狐）
- 戰國鬼才傳（島左近）

2013年
- 宇宙戰艦大和號2199（芹泽虎铁）※2012年起于电影院先行上映
- PSYCHO-PASS 心靈判官（菅卷宣昭）
- 召喚惡魔Z（摩洛克義伸）
- 王者天下2（呂不韋）
- 襲來！美少女邪神W（米·戈首領）

2014年
- 鬼燈的冷徹（撒旦）
- 黑色子彈（我堂長政）
- 戰國BASARA Judge End（武田信玄）
- 生存遊戲社（旁白、店長）
- 東京ESP（仏田）
- 巴哈姆特之怒 GENESIS（夏利歐斯）
- 我，要成為雙馬尾（罪惡魔蜥）
- 刀劍神域Ⅱ（索爾）

2015年
- 死亡遊行（奧克魯斯）
- 境界之輪迴（旁白）
- 俺物語！！（剛田豐）
- Fate/kaleid liner 魔法少女☆伊莉雅 2wei Hertz!（奧古斯特）
- 我被抓到貴族女校當「庶民樣本」（武宮）
- 新妹魔王的契約者 BURST（拉姆薩斯）
- FAIRY TAIL（沃洛德）
- 一拳超人（金屬騎士）

2016年
- 夢幻之星Online2 The Animation（SORO）
- 鬼牌遊戲（武藤大佐）
- 新哆啦A夢（薩布）
- 星光樂園（老爺爺）
- 境界之輪迴 第2期（旁白）
- ONE PIECE（百獸海道）
- 七龍珠超（修）
- 亞爾斯蘭戰記 風塵亂舞（特克特米休）

2017年
- 幼女戰記（盧提魯德夫）
- 3月的獅子（神宮寺崇德）
- 從前有座靈劍山 通往睿智的資格（旁白）
- 秋葉原之旅 -THE ANIMATION-（店長）
- 黑色推銷員NEW（喪黑福造[10]）
- 不要輸！！惡之軍團！（咚大人[11]、咚母）
- 小魔女學園（首相）
- THE REFLECTION（阿龍·歐文）
- Princess Principal（貝翠絲〈變聲時〉）
- 殘念生物事典（旁白）
- BORUTO-火影新世代-NARUTO NEXT GENERATIONS-（九喇嘛）
- 帶著智慧型手機闖蕩異世界。（德川家泰）
- 狂賭之淵（豆生田父）
- 未來卡片 戰鬥夥伴X（熊貓爸爸）
- 3月的獅子 第2期（神宮寺崇德）

2018年
- 新哆啦A夢（鎮長）
- 鬼燈的冷徹 第貳期 其之貳（撒旦）
- 三顆星彩色冒險（大叔）
- DARLING in the FRANXX（主席）
- BASILISK～櫻花忍法帖～（德川家康）
- POP TEAM EPIC（POP子〈第4話B段〉）
- 香蕉怪大叔 吶吶~吶（七口）
- 驚爆危機！Invisible Victory（南桑警察署長）
- OVERLORD III（尼羅斯特·轡因其爾）
- 重神機潘多拉（凱恩·易卜拉欣·哈桑〈26話〉[12]）
- 學園BASARA（武田信玄）
- 書店裡的骷髏店員本田（佛頭次長）
- 尤利西斯 貞德與鍊金騎士（紅髮的約翰[13]）
- DOUBLE DECKER！道格＆基里爾（庫帕）
- 中間管理錄利根川（信濃川）

2019年
- Endro～！（魔王）
- 聖鬥士星矢 聖鬥少女翔（金牛座阿魯迪巴）
- 決鬥大師!（鐵尻）
- 異世界四重奏（盧提魯德夫[14]）
- 地元是日本（菊池益荒男[15]）
- 消滅都市（海原）
- 人造人009（人造人005）
- 流汗吧！健身少女（旁白[16]、哈諾·德格根喬力加）
- 擅長捉弄人的高木同學2（丹迪）
- 胡蝶綺 ～少年信長～（齋藤道三）
- 星光頻道（肯辛頓）

2020年
- 異世界四重奏2（盧提魯德夫）
- 成群結伴！西頓學園（寺野先生〈寺野巨賈斯〉、旁白）
- 織田肉桂信長（武田Lucky信玄）- 「犬田哲章」名義
- 怕痛的我，把防禦力點滿就對了（管理者A）
- 地縛少年花子君（針千本）
- 交通工具人 移動樂園的跑車君（老爹）
- 王者天下3（呂不韋）
- 小邪神飛踢'（皇帝）
- 強襲魔女 通往柏林之路（傑拉德·S·巴頓）
- 異常生物見聞錄（伊扎克斯）
- 在魔王城說晚安（罪惡骨神）

2021年
- 小松先生 第3期（社長）
- 七大罪 憤怒的審判（魔神王）
- 龍先生、想要買個家。（雷霆的父親）
- 我立於百萬生命之上（遊戲管理員）

2022年
- 擅長捉弄人的高木同學3（丹迪）
- 平家物語（平清盛）
- 夏日時光（小舟亞倫[17]）
- 王者天下4（呂不韋）
- 勇者鬥惡龍 達伊的大冒險（馬克西蒙）
- 數碼寶貝幽靈遊戲（阿修羅獸【憤怒型態】）
- 戀愛Flops（桑達斯上校）
- 異世界歸來的舅舅（田淵老師）

2023年
- 妖幻三重奏（白金[18]、旁白）
- 擁有超常技能的異世界流浪美食家（國王）
- 怕痛的我，把防禦力點滿就對了2（管理者A、阿斯）
- 轉生公主與天才千金的魔法革命（龍）
- 境界服務（布魯斯·吉爾曼）
- 福星小子（CAO-2[19]）
- 機戰少女Alice Expansion（隊長）
- Lv1魔王與獨居廢勇者（喬治）
- 烈焰先鋒 救國的橘衣消防員（高橋勇）
- 冒險大陸 阿尼亞王國

2024年
- 王者天下5（呂不韋）
- 公主殿下，「拷問」的時間到了（魔王[20]）
- 佐佐木與文鳥小嗶（塞巴斯蒂安[21]）
- 戰國妖狐（大岩長老）
- 狩龍人拉格納（太陽聖者）
- 怪獸8號（四之宮功[22]）
- 單人房、日照一般、附天使。（貓）
- 新人大叔冒險者，被最強隊伍操到死成無敵（旁白）
- 異世界失格（塞貝利安）
- 聽說你們要結婚！？（大原耕一[23]）

2025年
- 怪獸8號（第2期）（四之宮功[24]）
- NYAIGHT OF THE LIVING CAT 活屍貓之夜（翻譯機[25]）

2026年
- 公主殿下，「拷問」的時間到了（第2期）（魔王[26]）

時期未定
- 幼女戰記II（盧提魯德夫[27]）

### OVA
- 《战区88》——鲍里斯
- 《骷髅13~女王蜂~》——骷髅13/Duke东乡
- 《魔神英雄传 没有终结的物语》 龙神号（虽然是以龙的形态出现的）
- 《魔神英雄传 魔神山篇 上、下》龙神号 龙王号
- 《冥王计划志雷马》——祗枪
- 《机动战士高达：第08MS小队》——山达斯
- 《机动战士高达0083：星尘的回忆》——凯利·雷兹纳
- 《银河英雄传说》——卡尔·古斯塔夫·坎普
- 《奥特曼 超斗士激传》（1996年）——奥特之父
- 《圣斗士星矢：冥王十二宫 冥界·极乐净土编》——阿鲁迪巴朗（金牛座黄金圣斗士）
- 《真救世主传说 北斗神拳 尤莉亚传 特典》——拉奥
- 《渣和无用改革》——爸爸布什
- 《恶魔阿萨谢尔在召唤你》——摩洛克 义伸

1983年
- DALLOS（ドグ・マッコイ）

1990年
- 綠山高校 甲子園篇（犬島雅美）

1996年
- 《怪醫黑傑克》（克魯茲將軍）

2016年
- FAIRY TAIL 納茲vs.梅比斯（沃洛德）

2019年
- Re:從零開始的異世界生活 冰結之絆（梅拉奎拉）

### 剧场版动画
- 《机动战士高达Ⅲ~相逢在宇宙篇》——多兹鲁·扎比
- 《机动战士高达：第08MS小队~米勒的报告》——山达斯
- 《机动战士高达0083：吉恩的残光》——凯利·雷兹纳
- 《世纪末救世主传说 北斗神拳》——多个角色
- 《聖鬥士星矢 眾神的激戰》——伦格
- 《传说巨神伊迪安：接触篇》——博士
- 《传说巨神伊迪安：发动篇》——兵士
- 《哆啦A梦之野比大雄的魔界大冒险》——恶魔干部A
- 《哆啦A梦之野比大雄的宇宙漂流记》——
- 《城市猎人：爱与宿命的连发枪》——海坊主（伊集院隼人/猎鹰）
- 《城市猎人：海湾都市之战》——海坊主（伊集院隼人/猎鹰）
- 《城市猎人：百万美金的阴谋》——海坊主（伊集院隼人/猎鹰）
- 《真救世主传说 北斗神拳 Zero 健次郎传》——奴隶商人古尔马
- 《龍珠 摩訶不思議大冒險》——阿修
- 《龍珠Z：银河面临危机，身手不凡的高手》——波杰克
- 《龍珠Z 復活的融合!!悟空和贝吉塔》——邪念波
- 《魔兵驚天錄:噬血宿命》——羅丹

2014年
- 宇宙戰艦大和號2199 追憶的航海（芹澤虎鐵）

2017年
- 宇宙戰艦大和號2202 愛的戰士們（芹澤虎鐵）

2021年
- 宇宙戰艦大和號2205 新的旅程（芹澤虎鐵）

2023年
- 劇場版城市獵人 天使之淚（海坊主[28]）

2024年
- 永遠的大和號 REBEL3199 第一章 黑之侵略（芹澤虎鐵[29]）
- 永遠的大和號 REBEL3199 第二章 赤日之出擊（芹澤虎鐵[30]）

2025年
- 永遠的大和號 REBEL3199 第三章 群青的小行星（芹澤虎鐵[31]）
- 永遠的大和號 REBEL3199 第四章 水色的少女（芹澤虎鐵[32]）

### 網路動畫
2017年
- 玉家當鋪（白熊會長[33]、恐怖的客人）

2020年
- 魔神英雄傳 七魂的龍神丸（龍神丸）
- 超级七龙珠群雄（波杰克）

2024年
- 餓狼傳：孤狼之道（泉宗一郎[34]）
- 範馬刃牙 VS 拳願阿修羅（黑木玄齋[35]）
- BEASTARS FINAL SEASON（沙庫王[36]）

2025年
- 到哪裡都牧場王（小瀑布[37]）

### 外國影視配音
- 英雄本色（李馬克〈周潤發 主演〉）
- （第四任博士）
- 变形金刚G1（柯博文）
- 變形金剛進化版（奧米加）
- 变形金刚：银河之力（普萊瑪斯）
- 变形金刚：地球火種（柯博文）
- 丁丁歷險記（哈達克船長）
- 湯瑪士小火車（希羅）
- 系列（墨菲斯）
- 系列（T800、T850）
- 三国演义（中国中央电视台制作版）（曹操孟德〈鲍国安 饰演〉）
- 少林足球（日本國內公映版）（明鋒〈吳孟達 飾演〉）
- 城市獵人（劇院公映版本）（海坊主〈Kamel Guenfoud 飾演〉[38]）

### 游戏
- 《塗鴉王國》——平民
- 《梦幻骑士》——沃雷斯
- 《决战》——德川家康
- 《鬼武者3》——本多平八郎忠胜
- 《战国BASARA》——武田信玄
- 《深渊传说》——黑狮子拉戈
- 《黑之断章》——比尔
- 《七龙珠》系列——波杰克、邪念波、阿修
- 《分裂细胞》（《Splinter Cell》）系列——山姆·费舍尔
- 《超级机器人大战系列》——刚大次郎、ー、凯利·雷兹纳、=、ー==、祇枪、ー、对兜甲儿说话的谜之声、吉良健作、北斗雷太、Deus Ex Machina
- 《战神：斯巴达之魂》（PSP日本版）——克雷多斯
- 《J-StarS Victory VS》——户愚吕（弟）
- 《铁拳6》——Sergei Dragunov
- 《东京番外地》——财目三郎
- 《異度神劍》——佐德
- 《異度神劍2》——凡達姆
- 《JUMP FORCE》——户愚吕（弟）
- 《任天堂明星大亂鬥 特別版》——羅丹
- 《東京放課後召喚師》——プロメテウス
- 《絕區零》——老席德

### 特摄
- 《假面騎士Sky Rider》（1979~1980年TV）——黄金加卡之声
- 《超人力霸王葛雷》（1990年澳大利亚TV）——日本语版次回預告
- 《魔法战队魔法连者》（2005年TV）——剧情解说、
- 《梦比优斯奥特曼&奥特兄弟》（2006年电影版）——异次元超人·巨大亚波（幽灵）的声音
- 《超人力霸王梅比斯》（2006~2007年TV）——暗黑四天王·邪将·异次元超人巨大亚波的声音
- 《海贼战队豪快者》（2011年TV）——
- 《特命戰隊Go Busters》（2012年）——声（Blue-Buster的拍档）

### 廣播劇CD
- 小書痴的下剋上：為了成為圖書管理員不擇手段！ 廣播劇CD9（ジェルヴァージオ[39]）

## 外部連結
- 81 Produce公式官網的聲優簡介 （页面存档备份，存于） （日語）
- 《戦国BASARA3 宴》では甲斐の虎＆北条家当主がプレイヤー武将として参戦 （页面存档备份，存于） 電撃オンライン. 2011年10月21日